# Verkstad konsthall

Verkstad konsthall är en plattform för samtidskonst i Norrköping. Verksamheten startade 2009 under namnet Verkstad – ett rum för konst, men bytte 2015 namn till Verkstad konsthall. Konsthallen drivs av en ideell förening som har sin bas i Kulturkvarteret Hallarna. Föreningen driver även projekt ute i stadsrummet och på andra platser i Sverige och internationellt. Syftet med verksamheten är att vara en arena för samtida konst och en mötesplats för konstnärer och publiken. Verksamheten är icke-vinstdrivande och får stöd av bland annat Statens kulturråd och Norrköpings kommun.